# 高千穂町立岩戸小学校
高千穂町立岩戸小学校（たかちほちょうりつ いわとしょうがっこう）は、宮崎県西臼杵郡高千穂町大字岩戸にある公立の小学校。

## 概要
歴史
1874年（明治7年）創立。現校名となったのは1956年（昭和31年）。2024年（令和6年）に創立150周年を迎えた。
校章
三種の神器（八咫鏡と天叢雲剣、八尺瓊勾玉）を組み合わせたデザインとなっている。
校歌
作詞は興梠栄二朗（第21代校長）、作曲は川久保淳による。歌詞は3番まであり、3番の歌詞中に校名の「岩戸」が登場。
通学区域
住所表記で「高千穂町」の後に以下が続く地域。
- 「大字岩戸（笹の戸・五ケ村・上寺・立宿・土呂久・東岸寺・黒原・下永の内・上永の内・野方野）」
- 「大字三田井（大野原」
- 「大字上岩戸（日出・日向）」

中学校区は高千穂町立高千穂中学校。

## 沿革

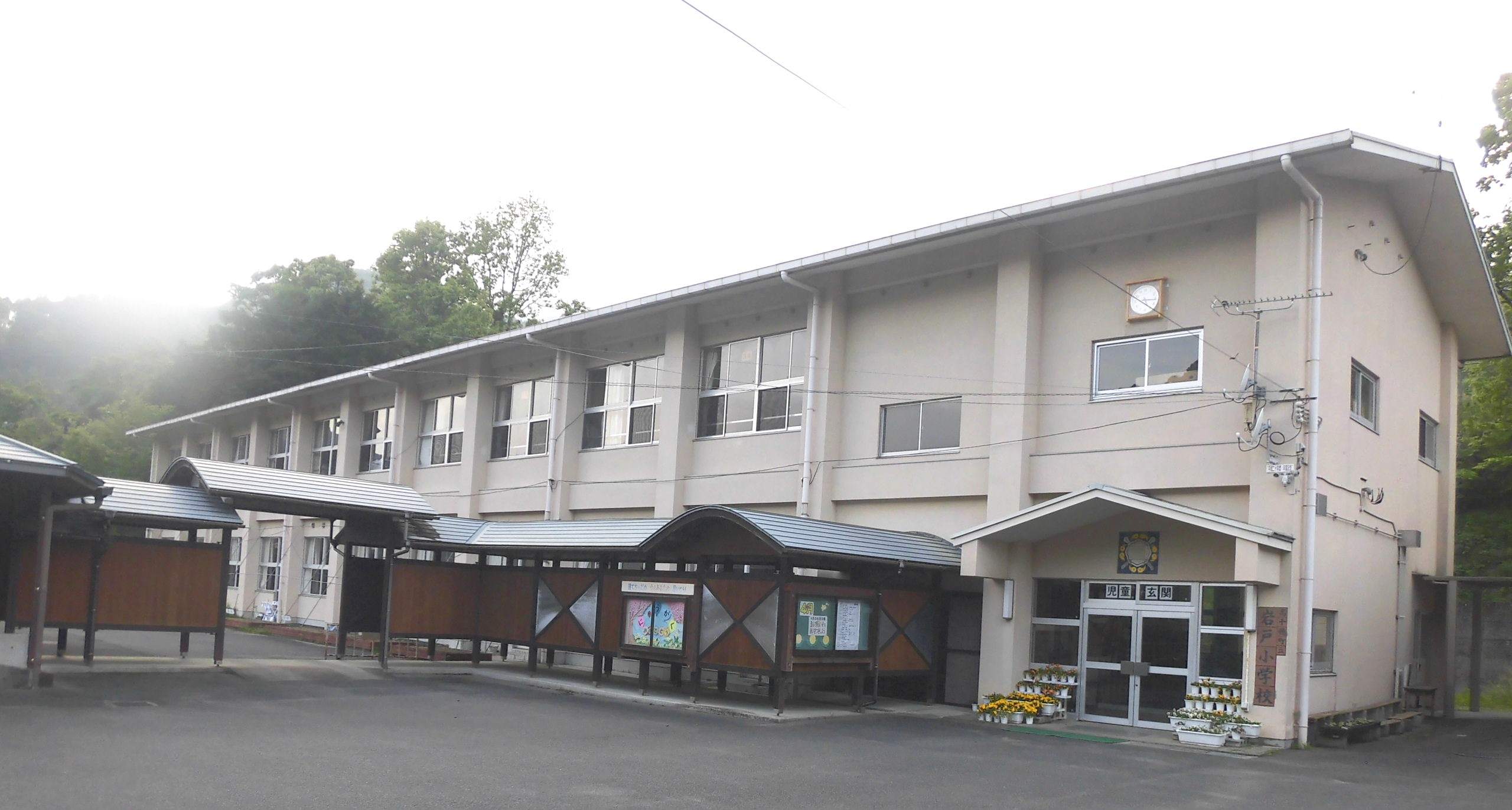
校舎

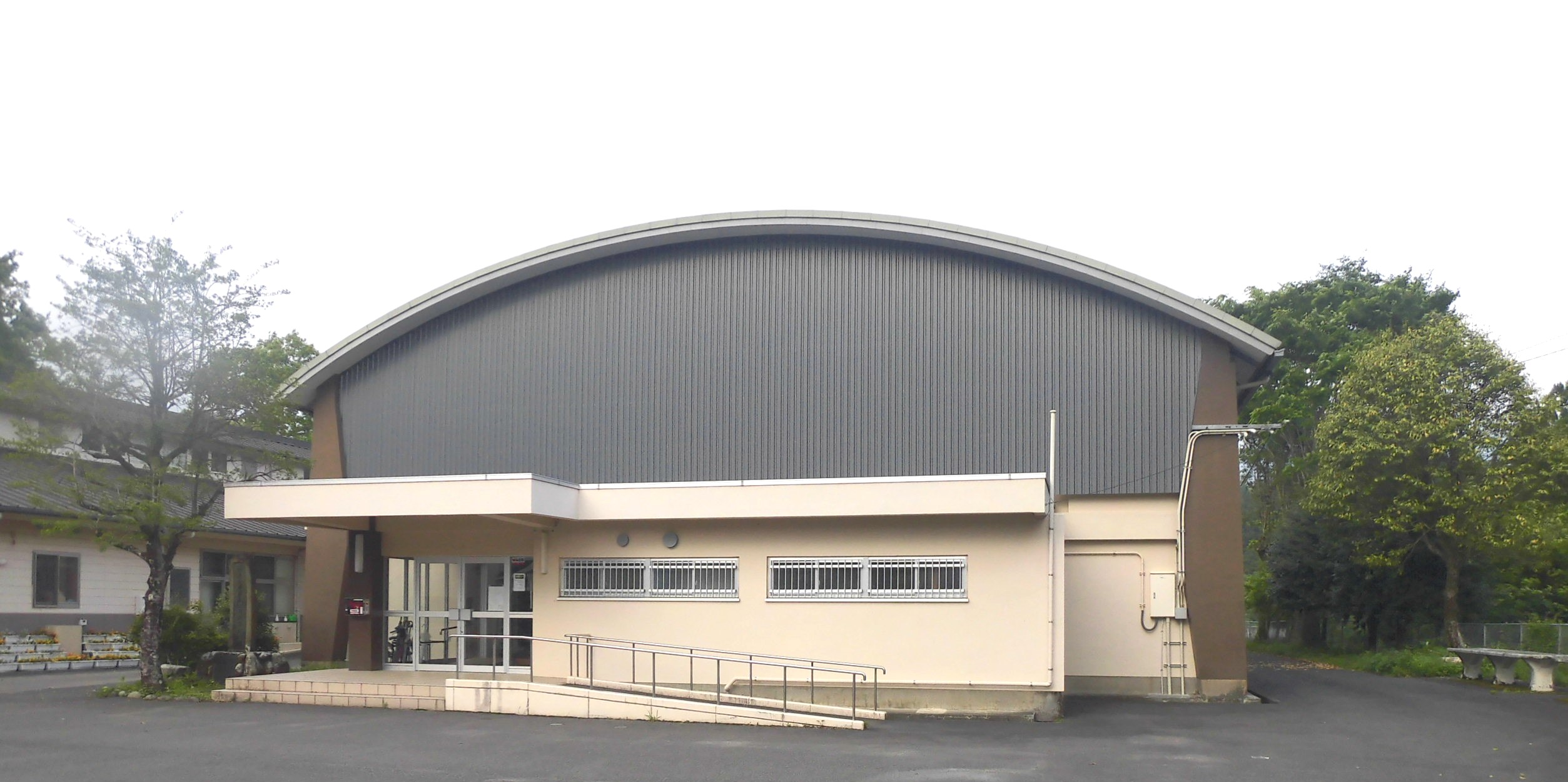
体育館

- 1874年（明治7年）7月17日 - 「岩戸小学校」が創立。岩戸村下永の内の甲斐茂治氏宅を仮校舎として使用。
- 1877年（明治10年）2月 - 西南の役のため休校となる。
- 1878年（明治11年）9月 - 校舎を移転。
- 1885年（明治18年）8月 - 上村小学校が創立。
- 1887年（明治20年）- 小学校令施行により、尋常科（4年制）を設置の上、「尋常岩戸小学校」に改称。
- 1888年（明治21年）8月14日 - 火災により、校舎を焼失。
- 1889年（明治22年）
  - 3月 - 木造新校舎が完成（復旧）。
  - 4月 - 野方野分教場を開設。
  - 5月1日 - 町村制施行に伴い、西臼杵郡2村（岩戸・山裏）が合併の上、「岩戸村」となる。
- 1892年（明治25年）4月 - 「岩戸尋常小学校」に改称。
- 1902年（明治35年）1月 - 上村尋常小学校を統合。
- 1903年（明治36年）9月 - 現在地に移転を完了。
- 1904年（明治37年）5月 - 野方野分教場を廃止。
- 1906年（明治39年）
  - 4月 - 高千穂高等小学校を運営する高千穂村と岩戸村の学校組合が解散。これにより、高等科を併置の上、「岩戸尋常高等小学校」（尋常科4年・高等科4年）に改称。
  - 9月 - 野方野仮教場を設置。
- 1908年（明治41年）4月 - 改正小学校令により、尋常科が4年制から6年制に改められる。これにより、従来の高等科1年を「尋常科5年」に、高等科2年を「尋常科6年」に、高等科3年を「高等科1年」に、高等科4年を「高等科2年」に改組。
- 1916年（大正5年）- 野方野仮教場を廃止。大平地区の児童を対象として、高千穂尋常高等小学校に寄留通学校1棟（5教室）を増築。
- 1925年（大正14年）4月 - 木造校舎1棟（4教室）を増築。
- 1941年（昭和16年）4月1日 - 国民学校令施行により、「岩戸村岩戸国民学校」に改称。尋常科を初等科に改める（初等科6年・高等科2年）。
- 1947年（昭和22年）
  - 4月1日 - 学制改革（六・三制の実施）により、国民学校初等科は新制小学校「岩戸村立岩戸小学校」に改組・改称。
  - 4月30日 - 国民学校高等科と青年学校普通科が統合の上、新制中学校「岩戸村立岩戸中学校」となり、小学校に併設される。
- 1953年（昭和28年）3月 - 木造校舎2棟（10教室）を改築。
- 1956年（昭和31年）10月1日 - 町村合併により、「高千穂町立岩戸小学校」（現校名）と改称。
- 1957年（昭和32年）4月 - 西臼杵郡初の鉄筋コンクリート造2階建校舎1棟（6教室）が完成。
- 1964年（昭和39年）8月 - 運動場を拡張。
- 1965年（昭和40年）
  - 3月 - 鉄骨ブロック造中央校舎を改築。
  - 10月 - 完全給食を開始。
- 1967年（昭和42年）11月 - 門柱が完成。
- 1969年（昭和44年）3月 - 体育館が完成。
- 1971年（昭和46年）9月 - プールが完成。
- 1974年（昭和48年）7月 - 創立100周年記念式典を挙行。
- 1978年（昭和53年）1月 - 家庭科調理室・ランチルームを開設。
- 1988年（昭和63年）3月 - 木造校舎2棟を改築。
- 1993年（平成5年）11月 - 椎茸園が完成。
- 1995年（平成7年）4月 - 給食用食器を陶器に変更。
- 1998年（平成10年）
  - 2月 - 屋外放送室が完成。
  - 6月 - シンガポールより教育視察団が来校、
- 1999年（平成11年）2月 - 小学校と高千穂町役場岩戸支所の間にスロープが完成
- 2004年（平成16年）3月 - 新給食室が完成。
- 2005年（平成17年）3月 - 半壊した大イチョウの木をまな板に加工した上で、岩戸小学校・上岩戸小学校・岩戸中学校の全児童生徒の家庭や公民館等の公共施設へ配付。
- 2010年（平成22年）
  - 2月 - 体育館の耐震工事が完了。
  - 4月1日 - 高千穂町立上岩戸小学校を統合。
- 2013年（平成25年）3月 - 正門へ通じる坂を「始まりの坂」と命名。
- 2015年（平成27年）
  - 4月 - 高千穂町立岩戸中学校の閉校により、中学校区が高千穂町立高千穂中学校となる。
  - 8月 - 管理棟新築工事に伴い、旧・岩戸中学校校舎を仮校舎として移転。
- 2016年（平成28年）8月 - 新校舎・新体育館落成式を挙行。
- 2024年（令和6年）11月16日 - 創立150周年記念式典を挙行。

旧・上岩戸小学校（かみいわと）

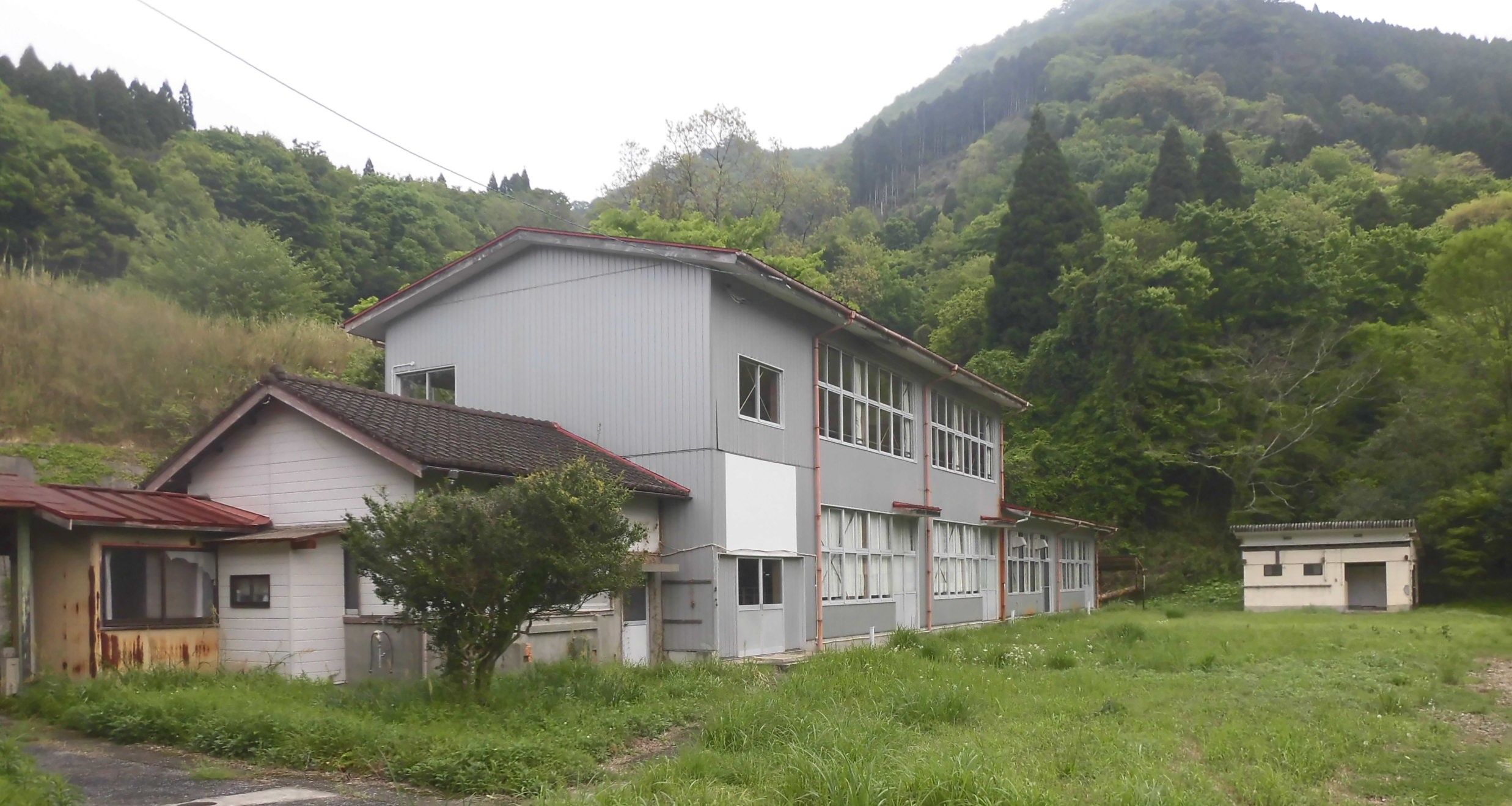
旧・上岩戸小学校 校舎

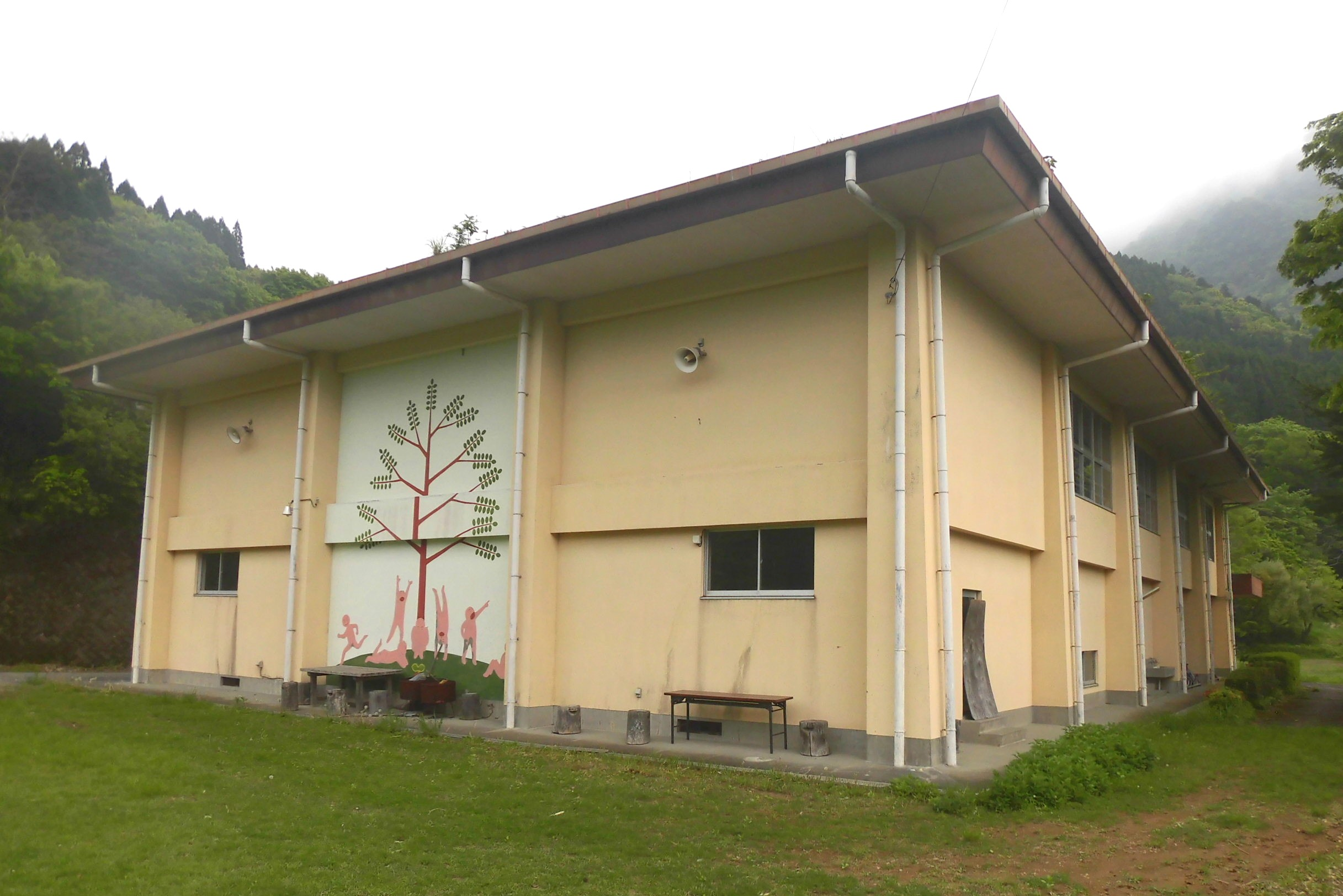
旧・上岩戸小学校 体育館

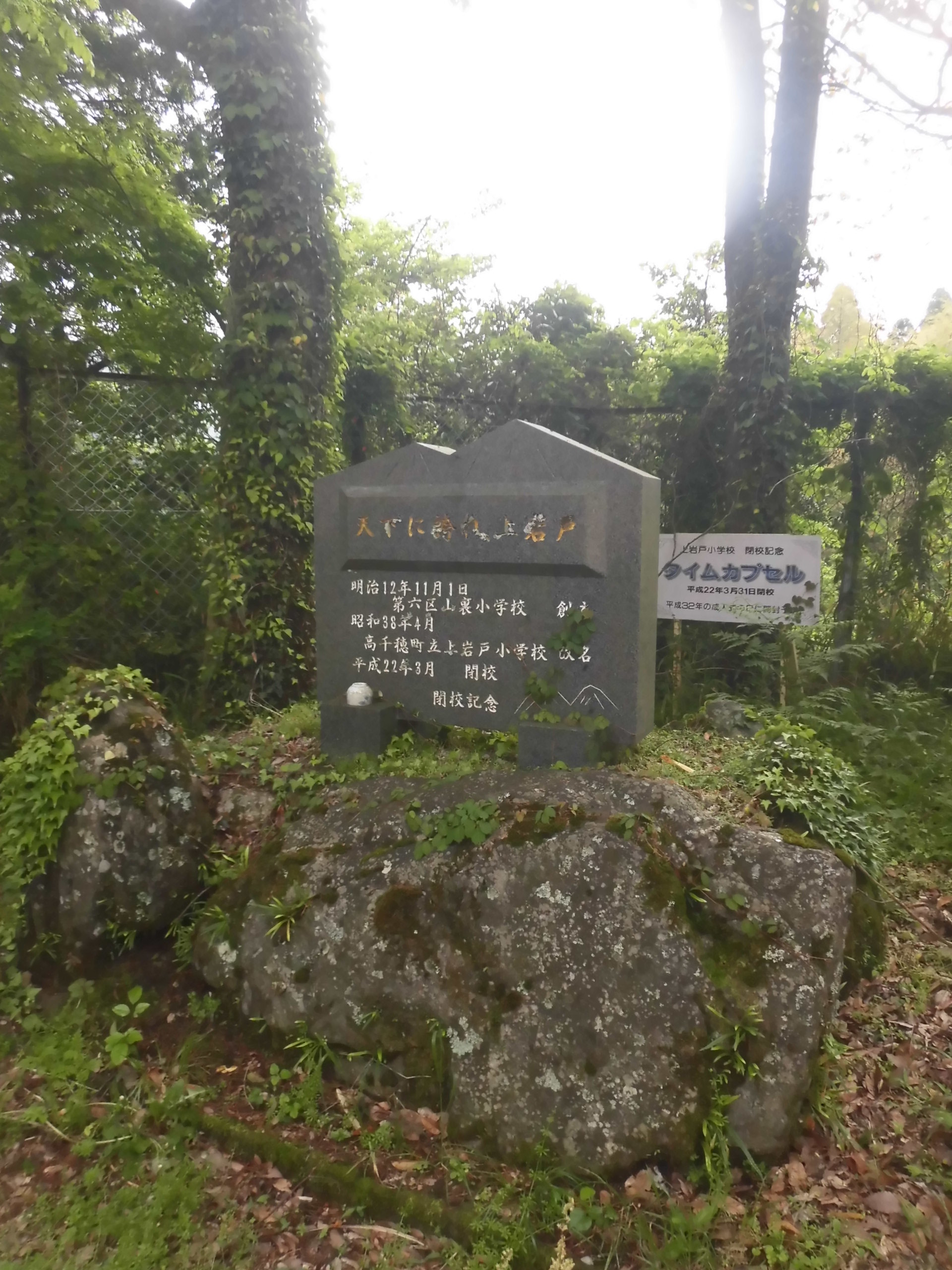
旧・上岩戸小学校 閉校記念碑

- 1879年（明治12年）11月1日 - 「第六区 山裏小学校」（やまうら）が創立。大猿渡山裏村戸長役場の隣室を校舎とする。
- 1882年（明治15年）- 日陰栃木の民家を仮校舎とする。その後、栃木民家で移転を繰り返す。
- 1887年（明治20年）- 小学校令施行により、「尋常山裏小学校」に改称。下鶴に附属校舎（後の仲組分教場）を設置。
- 1889年（明治22年）5月1日 - 町村制施行に伴い、西臼杵郡2村（岩戸・山裏）が合併の上、「岩戸村」となる。
- 1892年（明治25年）- 「山裏尋常小学校」に改称。
- 1900年（明治33年）- 下鶴の附属校舎を仲組分教場に改称。
- 1901年（明治34年）6月1日 - 校舎を新築の上、移転を完了（最終所在地）。日向に分教場を設置。
- 1903年（明治36年）4月 - 中組分教場が分離し、「仲組尋常小学校」として独立[5]。川の詰分教場を設置。
- 1908年（明治41年）4月 - 改正小学校令により、尋常科が4年制から6年制に改められる。尋常科5年を新設。
- 1909年（明治42年）4月 - 尋常科6年を新設。
- 1910年（明治43年）10月 - 木造校舎1棟を新築。
- 1925年（大正14年）4月 - 在籍児童数147名。
- 1929年（昭和4年）- 3教室を増築。
- 1935年（昭和10年）4月 - 在籍児童数201名、職員数5名。
- 1936年（昭和11年）- 3教室を増築。
- 1937年（昭和12年）4月 - 高等科（2年制）を併置の上、「山裏尋常高等小学校」に改称。
- 1939年（昭和14年）4月 - 在籍児童数195名、職員数6名。
- 1941年（昭和16年）4月1日 - 国民学校令施行により、「岩戸村山裏国民学校」に改称。尋常科を初等科に改める。
- 1944年（昭和19年）4月 - 沖縄県からの国民学校疎開学童を53名受け入れる。
- 1947年（昭和22年）
  - 4月1日 - 学制改革（六・三制の実施）により、国民学校初等科は新制小学校「岩戸村立山裏小学校」に改組・改称。
  - 4月30日 - 国民学校高等科と青年学校普通科が統合の上、新制中学校「岩戸村立岩戸中学校 山裏分校」に改組・改称。小学校に併設される。
- 1948年（昭和23年）11月20日 - 岩戸村立岩戸中学校山裏分校が廃止される。
- 1956年（昭和31年）10月1日 - 町村合併により、「高千穂町立山裏小学校」と改称。
- 1958年（昭和33年）4月 - 講堂（へき地集会所）が完成。
- 1962年（昭和37年）2月 - 校歌・校旗を制定。
- 1963年（昭和38年）2月 - 鉄骨造校舎1棟を新築。
  - 4月1日 - 「高千穂町立上岩戸小学校」（最終名）に改称。
  - 5月 - 完全給食を開始。
  - この年 - プールが完成。
- 1970年（昭和45年）4月 - 在籍児童数112名、職員数10名。
- 1979年（昭和54年）
  - 4月 - 在籍児童数52名。複式を導入（4学級編成）。
  - 11月 - 創立100周年記念式典を挙行。
- 1987年（昭和62年）2月 - 体育館が完成。
- 1996年（平成8年）- 校旗を新調。
- 1997年（平成9年）2月 - 新プールが完成。
- 1998年（平成10年）- 沖縄県から学童疎開経験者が4月に2名、8月に1名、来訪。
- 2006年（平成18年）
  - 2月 - 上岩戸大橋が開通。
  - 9月 - 地区との合同で、第1回上岩戸大運動会を開催。
- 2010年（平成20年）
  - 2月28日 - 閉校式を挙行。
  - 3月31日 - 高千穂町立岩戸小学校への統合により、閉校。130年の歴史に幕を閉じる。
    - 最終所在地 - 宮崎県西臼杵郡高千穂町大字上岩戸532番地（北緯32度45分41.9秒 東経131度23分10.0秒 / 北緯32.761639度 東経131.386111度）
    - 校歌 - 1962年（昭和37年）制定。作詞は熊埜御堂斉、作曲は中須正三郎による。歌詞は3番まであり、各番の歌詞中に校名の「上岩戸」が登場する。
    - 最終児童数 - 11名（6年生を含む）
    - 最寄りの幹線道路 - 宮崎県道207号岩戸延岡線
    - 周辺 - 上岩戸大橋、栃ノ木八幡宮、岩戸川

## 交通
最寄りのバス停留所
- 高千穂町ふれあいバス 岩戸線など 「岩戸」停留所

最寄りの幹線道路
- 大分県道・宮崎県道7号緒方高千穂線
- 宮崎県道204号下野鹿狩戸線

## 周辺
- 高千穂町役場 岩戸出張所
- 天岩戸神社
- 岩戸川
- 天岩戸橋
- 高千穂警察署岩戸警察官駐在所

## 参考資料
- 「高千穂町史 本編」（高千穂町、1972年（昭和47年）3月30日発行）p.689～p.690（岩戸小学校）、p.690（上岩戸小学校）